# Districte de Gap
El Districte de Gap és un dels dos districtes del departament francès dels Alts Alps, a la regió de Provença-Alps-Costa Blava. Té 23 cantons i 139 municipis. El cap del districte és la prefectura de Gap.

## Cantons
- cantó d'Aspres de Buèch ;
- cantó de Barciloneta ;
- cantó de Chorge ;
- cantó d'Ambrun ;
- cantó de Gap Campanha ;
- cantó de Gap Centre ;
- cantó de Gap Nord-Est ;
- cantó de Gap Nord-Oest ;
- cantó de Gap Sud-Est ;
- cantó de Gap Sud-Oest ;
- cantó de La Bastia Nòva ;
- cantó de L'Aranha Montaiglin ;
- cantó d'Orsiera ;
- cantó d'Aurpèira ;
- cantó de Ribiers ;
- cantó de Rosan ;
- cantó de Sant Bonet ;
- cantó de Devoluí ;
- cantó de Sant Fermin ;
- cantó de Savina lo Lac ;
- cantó de Sèrres ;
- cantó de Talard ;
- cantó de Vèina.